# Lindera akoensis
Lindera akoensis är en lagerväxtart som beskrevs av Bunzo Hayata. Lindera akoensis ingår i släktet Lindera och familjen lagerväxter. Inga underarter finns listade i Catalogue of Life.